# Aquarela do Brasil
Aquarela do Brasil (även på svenska Kalle Anka i Brasilien) är en amerikansk animerad kortfilm med Kalle Anka från 1955. Filmen är ursprungligen en del av långfilmen Saludos Amigos från 1942.

## Handling
Kalle Anka är på semester i Brasilien och träffar papegojan José Carioca som först bjuder honom på en guidad tur i Rio de Janeiro och sedan lär honom dansa olika brasilianska danser, exempelvis samba.

## Om filmen
Filmen släpptes som separat kortfilm första gången i Sverige och hade premiär den 30 november 1953 på biografen Spegeln i Stockholm. Den amerikanska premiären ägde rum den 24 juni 1955.
Filmens titel såväl som handling bygger på den populära brasilianska sången Aquarela do Brasil från 1939 skriven av Ary Barroso, som Walt Disney hörde när han var på semester i Brasilien 1941 och valde sedan att använda den i filmen. I filmen spelas även sången Tico-Tico no Fubá skriven av Zequinha de Abreu.
Filmen har givits ut på VHS och finns dubbad till svenska.

## Rollista
| Roll         | Originalröst  | Svensk röst     |
| Kalle Anka   | Clarence Nash | Andreas Nilsson |
| José Carioca | José Oliveira | Anders Öjebo    |